# Rehimena villalis
Rehimena villalis là một loài bướm đêm trong họ Crambidae.